# مويرا أندرسون
مويرا أندرسون (بالإنجليزية: Moira Anderson)‏ هي مغنية بريطانية، ولدت في 5 يونيو 1938 في كيركينتيلوخ في المملكة المتحدة.

## وصلات خارجية
- الموقع الرسمي
- مويرا أندرسون على موقع IMDb (الإنجليزية)
- مويرا أندرسون على موقع ميوزك برينز (الإنجليزية)
- مويرا أندرسون على موقع ديسكوغز (الإنجليزية)